# Abraxas cupreilluminata
Abraxas cupreilluminata är en fjärilsart som beskrevs av Inoue 1984. Abraxas cupreilluminata ingår i släktet Abraxas och familjen mätare. Inga underarter finns listade i Catalogue of Life.